# Trnávka (Dunajská Streda)
Trnávka es un municipio situado en el distrito de Dunajská Streda, en la región de Trnava, Eslovaquia. Tiene una población estimada, en septiembre de 2024, de 563 habitantes.
Está ubicado cerca de los ríos Danubio y Váh y de la frontera con Hungría.

## Demografía
| Año        | 1994 | 2004    | 2014     | 2024     |
| ---------- | ---- | ------- | -------- | -------- |
| Población  | 404  | 431     | 490      | 570      |
| Diferencia |      | +6,68 % | +13,68 % | +16,32 % |

| Año        | 2023 | 2024    |
| ---------- | ---- | ------- |
| Población  | 548  | 570     |
| Diferencia |      | +4,01 % |